# Cervione
Cervione (kors. Cervioni) – miejscowość i gmina we Francji, w regionie Korsyka, w departamencie Górna Korsyka.
Według danych na rok 1990 gminę zamieszkiwały 1334 osoby, a gęstość zaludnienia wynosiła 117 osób/km².